# Greta Ferro
Greta Ferro (Vasto, 19 settembre 1995) è un'attrice e modella italiana.

## Biografia
Nasce nel 1995 a Vasto, da madre abruzzese e padre molisano, cresce a Campobasso. Il padre, Giuseppe Ferro, è imprenditore nel settore alimentare e proprietario dal 2011 insieme ai fratelli del Pastificio La Molisana di Campobasso, del quale è amministratore delegato. La madre, Gilda Antonelli, è professoressa ordinaria di organizzazione aziendale presso l'Università D’Annunzio  a Pescara . Ha una sorella minore di nome Ginevra. Dopo un anno di studi in Cina con Intercultura e la maturità classica al liceo Mario Pagano di Campobasso, nel 2013 Greta Ferro si trasferisce a Milano dove studia economia presso l'Università Bocconi.

### Carriera
Al secondo anno di università inizia a proporsi ad alcune agenzie di modelle, ma le loro offerte non la convincono. Finalmente, due talent scout la notano e inizia a lavorare come modella con l'Agenzia milanese Why Not Model Agency. Nel frattempo segue dei corsi serali alla Civica Scuola di Teatro Paolo Grassi e scopre la sua passione per la recitazione.
Come lei stessa ha raccontato, la svolta professionale arriva all'inizio del 2018, quando è tra gli interpreti di un cortometraggio per Armani, intitolato Una giacca, diretto da Marco Armando Piccinini con la supervisione di Michele Placido:
Di tale serie, prodotta da Mediaset e Taodue e ambientata nell'alta moda, interpreta il ruolo della protagonista Irene, giornalista decisa a fare strada nel settore.
Nel 2020 ha dato vita al personaggio di Marina nel film Weekend diretto da Riccardo Grandi. L'anno successivo, nel 2021, ha ricoperto il ruolo di Graziella De Luca nel film televisivo Chiara Lubich - L'amore vince tutto diretto da Giacomo Campiotti.
Nel 2023 ha vestito i panni di Michela nel film Io e mio fratello diretto da Luca Lucini. Nel 2025 ha interpretato il ruolo principale di Gloria nella miniserie Il Turco (El Turco), accanto all'attore Can Yaman.

### Impegno sociale
Durante l'università mette a punto, con dei compagni di corso, una applicazione per facilitare la vita sociale degli anziani. Fa anche volontariato tra i senzatetto con l'Ordine di Malta.

## Filmografia

### Cinema
- Weekend, regia di Riccardo Grandi (2020)
- Io e mio fratello, regia di Luca Lucini (2023)

### Televisione
- Made in Italy, regia di Ago Panini e Luca Lucini – serie TV (2019)
- Chiara Lubich - L'amore vince tutto, regia di Giacomo Campiotti – film TV (2021)
- Il Turco (El Turco), regia di Uluç Bayraktar – miniserie TV, 6 episodi (2025)

### Cortometraggi
- Garatti, regia di Ferzan Özpetek (2025)